# Jody Lukoki
Jody Lukoki (Kindu, 15 de novembro de 1992 – Twente, 9 de maio de 2022) foi um futebolista neerlando-congolês que jogou como atacante.

## Carreira

### Início
Lukoki nasceu no Zaire, mas imigrou para os Países Baixos com seus pais e seu irmão gêmeo, o também jogador do NAC Breda Madjer Lukoki, ainda jovem devido à Primeira Guerra do Congo. Crescendo em Amsterdã, ele se juntou ao clube local VVA/Spartaan aos dez anos de idade.

### Ajax
Depois de jogar por VVA Spartaan e Young Boys Haarlem, Lukoki se juntou às categorias de base do Ajax. Ele fez sua estreia pelo time principal na vitória por 2 a 0 contra o rival Feyenoord em 19 de janeiro de 2011, substituindo Lorenzo Ebecilio aos 80 minutos. Ele imediatamente conquistou os torcedores da casa ao dar uma caneta em Tim de Cler quando a bola já estava fora de jogo. Ele faria sua segunda aparição na derrota fora de casa por 3-2 contra o ADO Den Haag em 20 de março de 2011. A temporada 2011–12 começou com Lukoki marcando seu primeiro gol na Eredivisie, em sua estreia na temporada contra o Roda JC.
Depois de ser tricampeão consecutivo pelo Ajax nas três temporadas em que fez parte do time, foi emprestado ao Cambuur para temporada 2013–14, depois que o técnico do Ajax, Frank de Boer, o deixou como terceira opção na equipe.

### PEC Zwolle
Em 7 de agosto de 2014, foi anunciada a sua transferência para o PEC Zwolle, por € 1,5 milhão, em contrato válido por três temporadas, juntando-se ao time que havia derrotado recentemente seu ex-clube, o Ajax, na final da Copa KNVB, bem como na Supercopa Holandesa. Em 21 de agosto de 2014, Lukoki marcou o primeiro gol com a camisa do PEC Zwolle, contra o Sparta Praga, na rodada dos play-offs da UEFA Europa League de 2014-15. A partida terminou empatada em 1 a 1, com Lukoki marcando aos 77 minutos na estreia do clube neerlandês na competição.

### Ludogorets
Em 26 de junho de 2015, Lukoki assinou com o time búlgaro do Ludogorets Razgrad. O congolês marcou três gols nos jogos da segunda pré-eliminatória da UEFA Champions League de 2016–17 contra o Mladost Podgorica. Ele marcou seu primeiro gol na UCL em 26 de novembro de 2016 na partida contra o Botev Plovdiv. Em 28 de setembro de 2017, Lukoki marcou o gol da vitória por 2 a 1 sobre o 1899 Hoffenheim em uma partida da fase de grupos da Liga Europa da UEFA. Em 1 de abril de 2020, o Ludogorets Razgrad anunciou que havia rescindido o contrato de Lukoki em comum acordo, permitindo-lhe retornar aos Países Baixos.

### Yeni Malatyaspor e volta aos Países Baixos
Em julho de 2020, assinou um contrato de dois anos com o clube turco Yeni Malatyaspor. Sua passagem durou apenas 10 partidas.
Após deixar os Tigres, Lukoki voltou aos Países Baixos em julho de 2021 para assinar com o Twente. Porém, sofreu uma grave lesão no joelho durante um treino da equipe, fazendo com que ele não entrasse em campo nenhuma vez vestindo a camisa dos Tukkers. Em fevereiro de 2022, o Twente anunciou a rescisão do contrato do atacante.

## Carreira internacional
Lukoki representou os Países Baixos em vários torneios de base. Fez parte do time sub-19 que foi terceiro colocado no Festival Internacional "Esporis" de 2012, em Toulon, na França. Por ter dupla cidadania, era elegível para representar tanto os Países Baixos quando a República Democrática do Congo no nível profissional. Em 19 de março de 2015, Lukoki foi convocado pela primeira vez para a Seleção Congolesa, para enfrentar o Iraque.

## Vida pessoal e morte
Antes da rescisão de seu contrato com o Twente, Lukoki havia sido condenado por agredir sua namorada. O atacante teve que cumprir 80 horas de serviços comunitários e também uma prisão suspensa por 2 semanas, além de 3 anos em liberdade condicional.
Em 9 de maio de 2022, Lukoki morreu aos 29 anos de uma parada cardíaca em um hospital em Almere, depois de ser espancado por sua família em uma discussão.

## Estatísticas

### Clubes
- Atualizado até 13 de dezembro de 2019

| Clube                 | Temporada | Liga          | Liga  | Liga | Copa  | Copa | Torneios Continentais | Torneios Continentais | Outros | Outros | Total | Total |
| Clube                 | Temporada | Division      | Jogos | Gols | Jogos | Gols | Apps                  | Gols                  | Jogos  | Gols   | Jogos | Gols  |
| --------------------- | --------- | ------------- | ----- | ---- | ----- | ---- | --------------------- | --------------------- | ------ | ------ | ----- | ----- |
| Ajax                  | 2010–11   | Eredivisie    | 2     | 0    | 0     | 0    | 1                     | 0                     | 0      | 0      | 3     | 0     |
| Ajax                  | 2011–12   | Eredivisie    | 6     | 2    | 3     | 0    | 4                     | 0                     | 0      | 0      | 13    | 2     |
| Ajax                  | 2012–13   | Eredivisie    | 16    | 3    | 3     | 0    | 4                     | 0                     | 0      | 0      | 23    | 3     |
| Ajax                  | Total     | Total         | 24    | 5    | 6     | 0    | 9                     | 0                     | 0      | 0      | 39    | 5     |
| Cambuur (emp.)        | 2013–14   | Eredivisie    | 32    | 2    | 2     | 0    | 0                     | 0                     | —      | —      | 34    | 2     |
| PEC Zwolle            | 2014–15   | Eredivisie    | 33    | 2    | 5     | 1    | 2                     | 1                     | —      | —      | 40    | 4     |
| Ludogorets Razgrad II | 2015–16   | Segunda Liga  | 4     | 0    | —     | —    | —                     | —                     | —      | —      | 4     | 0     |
| Ludogorets Razgrad    | 2015–16   | Grupo A       | 20    | 0    | 2     | 0    | 1                     | 0                     | 0      | 0      | 23    | 0     |
| Ludogorets Razgrad    | 2016–17   | Primeira Liga | 15    | 1    | 4     | 0    | 7                     | 3                     | 0      | 0      | 26    | 4     |
| Ludogorets Razgrad    | 2017–18   | Primeira Liga | 28    | 7    | 2     | 0    | 11                    | 1                     | 0      | 0      | 41    | 8     |
| Ludogorets Razgrad    | 2018–19   | Primeira Liga | 28    | 6    | 3     | 1    | 11                    | 1                     | 1      | 0      | 43    | 8     |
| Ludogorets Razgrad    | 2019–20   | Primeira Liga | 11    | 3    | 1     | 1    | 11                    | 5                     | 1      | 1      | 24    | 10    |
| Ludogorets Razgrad    | Total     | Total         | 102   | 17   | 12    | 2    | 41                    | 10                    | 2      | 1      | 157   | 30    |
| Total                 | Total     | Total         | 195   | 26   | 25    | 3    | 42                    | 11                    | 2      | 1      | 274   | 41    |

1. ↑  Aparições na UEFA Champions League e na UEFA Europa League
2. ↑  Aparições na Supercopa Búlgura
3. ↑  Aparições na Supercopa Búlgura

### Seleções
- Atualizado até 7 de dezembro de 2019

| Seleção Nacional | Anos  | Apps | Gols |
| ---------------- | ----- | ---- | ---- |
| RD Congo         | 2015  | 2    | 0    |
| RD Congo         | 2019  | 1    | 0    |
| Total            | Total | 3    | 0    |

## Títulos

### Ajax
- Eredivisie - 2010–11,  2011–12, 2012-13

### Ludogorets Razgrad
- Liga Profissional Búlgara de Futebol A:  2015–16, 2016–17, 2017–18, 2018–19
- Supercopa Búlgara:  2018, 2019

## Nota
- Este artigo foi inicialmente traduzido, total ou parcialmente, do artigo da Wikipédia em inglês cujo título é «Jody Lukoki», especificamente desta versão.